# Seniorensport

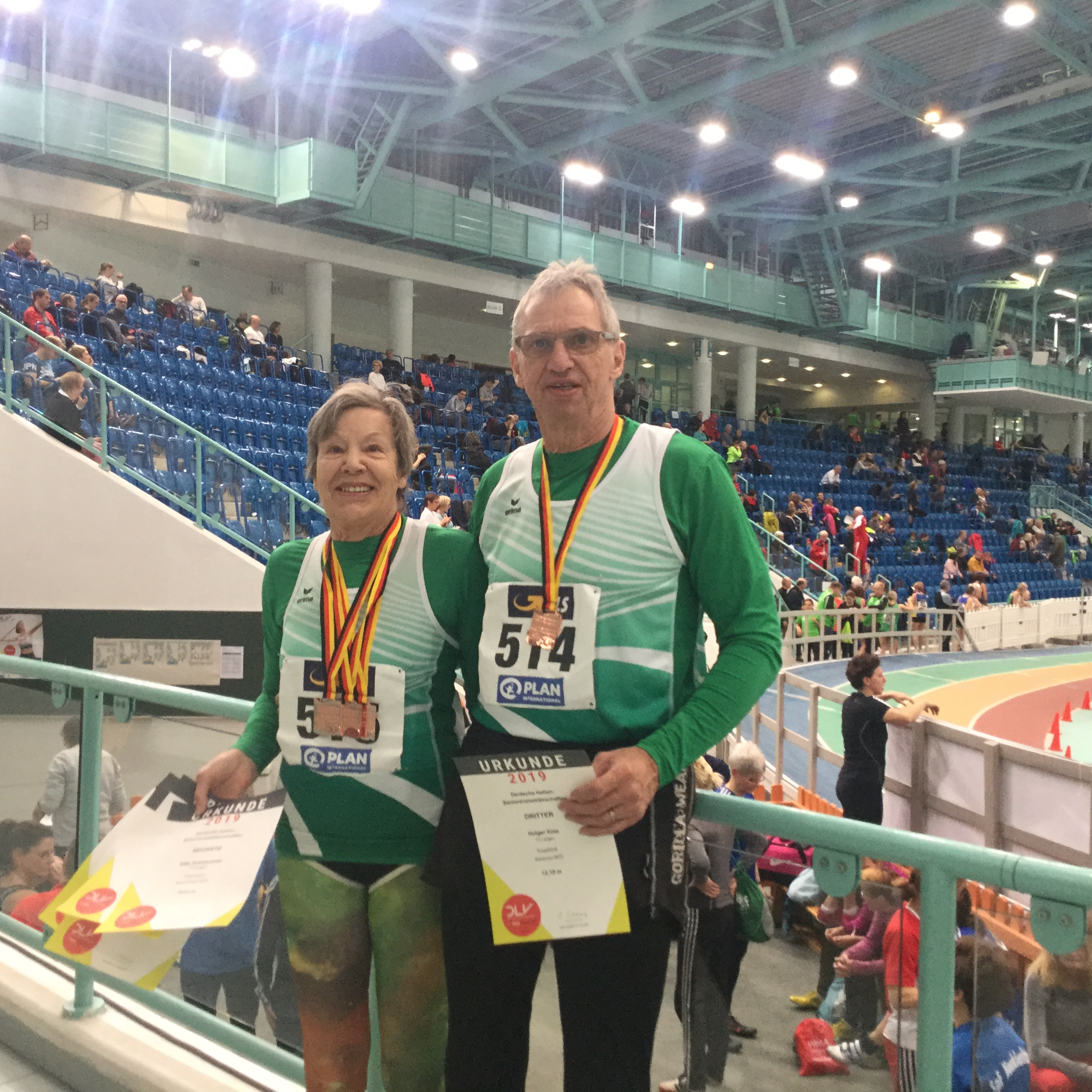
Seniorensportler

Seniorensport oder Alterssport bezeichnet Sportangebote, die für ältere Menschen angeboten bzw. von ihnen ausgeübt werden.

## Alter
Wissenschaftlich betrachtet beginnt der Sport für Senioren bereits im Alter von 30 Jahren. Ab dann nämlich setzt ein kontinuierlicher Abbau von motorischen Fähigkeiten ein. Dies betrifft besonders einen Abbau der Muskulatur, der ohne Gegenmaßnahmen zum Leistungsverlust führt; Kraft, Schnelligkeit, Ausdauer, Koordination und Beweglichkeit lassen nach. Hinzu kommen Veränderungen der Sinneswahrnehmung, die auch sportliche Abläufe beeinträchtigen können. Gleichzeitig steigt, bedingt durch genetische Voraussetzungen und den persönlichen Lebenswandel, der Körperfettanteil. Eines der wenigen Mittel zur Verlangsamung dieser Prozesse stellt das sportliche Anti-Aging-Training dar, das auch im höheren Alter von mehr als 70 Jahren noch sinnvoll ist.

## Spezifische Sportangebote
Seniorensport fördert die Gesundheit und verursacht als psychologische Nebeneffekte auch ein besseres persönliches Wohlbefinden, ein steigendes Selbstwertgefühl und trainiert überdies die Willensstärke. Auch eine soziale Komponente durch den Kontakt zu Gleichgesinnten kommt zum Tragen. Eine Kombination aus körperlicher und geistiger Aktivität, wie zum Beispiel Line Dance mit wechselnden Schrittfolgen, hat Forschern zufolge mehr positive Auswirkungen auf das Gehirn und das Gleichgewicht als gleichförmige Sportarten wie Walking, Schwimmen und Fahrradfahren auf dem Heimtrainer.
Manche Sportvereine haben eigene Seniorensport-Abteilungen eingerichtet, die gezielt das gemeinsame Sporttreiben dieser Altersklasse fördern und teilweise bei Wettkämpfen antreten. Auch Fitnessstudios mit qualifizierten Kursleitern bieten Seniorensport an, der auf Prävention oder Rehabilitation abzielen kann. Bevorzugte Sportarten sind Schwimmen, (Wasser-) Gymnastik, Fahrradfahren, Bergwandern, Jogging, Nordic Walking und Tanzsport. Auch im Seniorensport wird nach Leistungsklassen unterschieden. Die Angebote für Neueinsteiger und ehemalige Leistungssportler können erheblich voneinander abweichen.
Daneben bestehen Fitness- und Trainingsangebote an Volkshochschulen sowie Kurse in Zusammenarbeit mit Krankenkassen zur Gesundheitsprävention. Für spontane Aktivität auch im Sinne der Trimm-Dich-Bewegung werden zunehmend sogenannte Seniorenspiel- oder Mehrgenerationen-Aktivitätsplätze eingerichtet. In kommerziellen Freizeitparks oder -bädern (auch Thermal-, Bewegungsbädern) gibt es ebenfalls Sport- bzw. Fitnessangebote für ältere Menschen.

## Wettkämpfe
Zahlreiche Sportverbände bieten für Senioren eigene Wettkämpfe bzw. nach Alter (häufig in Fünf-Jahres-Schritten) gestaffelte Wettkampfklassen innerhalb normaler Wettkämpfe an. Diese werden oftmals als „Masters“-Wettkämpfe bezeichnet, um den negativ konnotierten Begriff „Senioren“ zu vermeiden.
Seniorensport ist im Rahmen des Konzeptes „Sports for all“ Bestandteil der olympischen Bewegung.
Meist im zweijährigen Rhythmus gibt es Senioren-Weltmeisterschaften in verschiedenen Sportarten. Alle vier Jahre veranstaltet die International Masters Games Association (IMGA) die World Masters Games.
World Masters Championships einzelner Disziplinen
- Leichtathletik
- Poolbillard

## Verwandte Themen
- Walking Football
- Alters- und Leistungsklassen (Sport)
- Kinästhetik#Alltagsbewegung in jedem Alter